# Alloporus intermedius
Alloporus intermedius är en mångfotingart som först beskrevs av Carl Graf Attems 1934.  Alloporus intermedius ingår i släktet Alloporus och familjen Spirostreptidae. Inga underarter finns listade i Catalogue of Life.